# Rigmor Ranthe
Rigmor Ranthe (* 2. Juli 2003 in Frederiksberg) ist eine dänische Schauspielerin.

## Leben und Karriere
Ranthe wurde am 2. Juli 2003 in Frederiksberg geboren. Sie ist die Tochter des Schauspielerpaares Christine Albeck Børge und Lars Ranthe. Ihr Debüt gab sie 2018 in der Fernsehserie Klovn. Anschließend war sie 2020 in dem Film Eine total normale Familie. Im selben Jahr trat Ranthe in dem Film Helden der Wahrscheinlichkeit auf. Unter anderem spielte sie 2024 in Paranoia mit.

## Filmografie
- 2018: Klovn (Fernsehserie, 7 Episoden)
- 2020: Eine total normale Familie
- 2020: Helden der Wahrscheinlichkeit
- 2024: Paranoia